# ティローリー男爵

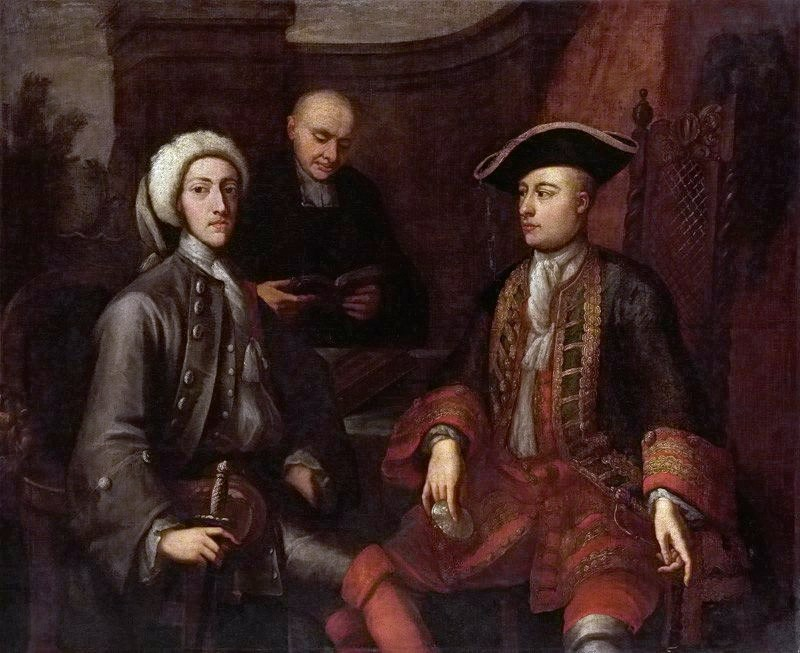
第2代ティローリー男爵ジェームズ・オハラ（右）、1712年画。左側の人物は第2代モンタギュー公爵ジョン・モンタギュー。

ティローリー男爵（ティローリーだんしゃく、英語: Baron Tyrawley）は、アイルランド貴族の男爵位。2度創設されており、いずれも廃絶している。

## 歴史
アイルランド王国出身の軍人チャールズ・オハラ(c. 1650–1724)は1706年にアイルランド貴族であるメイヨー県におけるティローリー男爵に叙された。その息子ジェームズ・オハラ(1681/2–1773)も同じく軍人になり、スペイン継承戦争や七年戦争に参戦した。ジェームズは1722年にアイルランド貴族であるキルメイン男爵に叙された後、1724年に2代ティローリー男爵になり、在ポルトガルイギリス大使、ミノルカ総督を歴任したが、嫡子がなかったため、その死に伴いキルメイン男爵位とティローリー男爵位は廃絶した。
メイヨー県出身で1768年よりアイルランド庶民院議員を務めていたジェームズ・カフ(1748–1821)は1797年11月7日にバリンローブのティローリー男爵に叙された。ジェームズはその後アイルランド貴族代表議員を務めたが、嫡子がいなかったため、爵位は一代で廃絶した。

## ティローリー男爵（1706年）
- 初代ティローリー男爵チャールズ・オハラ（1650年ごろ – 1724年）
- 第2代ティローリー男爵ジェームズ・オハラ（1681年/1682年 – 1773年） - 1722年、キルメイン男爵に叙爵

## ティローリー男爵（1797年）
- 初代ティローリー男爵ジェームズ・カフ（1748年 – 1821年）